# Język kaburi
Język kaburi, także: benawa, awe, maweyo – język papuaski używany w prowincji Papua Zachodnia w Indonezji. W 1987 r. oszacowano, że ma 600 użytkowników; według nowszych danych Peta Bahasa posługuje się nim ok. 400 osób.
Jego użytkownicy zamieszkują wsie Benawa I, Benawa II, Kabareme i Sumano (kabupaten Sorong Selatan).
Istnienie tego języka odnotowano dopiero w 1987 r.
Powszechnie rozumiany jest również język indonezyjski.